# Difendimi dalla notte
Difendimi dalla notte è un film italiano del 1981 diretto da Claudio Fragasso.

## Trama
Angelo, giovane missionario, decide di ritornare a Roma, dopo dodici anni d'assenza, perché sente di non poter continuare a intraprendere la via ecclesiastica. Una volta giunto a casa, sente un forte impulso erotico per la sorella diventata ormai donna. Nel frattempo, accadono delittuosi eventi nelle strade della metropoli.

## Distribuzione
La pellicola non è mai stata distribuita nei cinema; fu solo in programmazione al Filmstudio di Roma. È stato pubblicato nel 2012 in home video.
Il film concorse nel 1985 all'Annecy cinéma italien e fu anche presentato al Festival internazionale del cinema di San Sebastián.